# 千種有任
千種 有任（ちぐさ / ちくさ ありとう）は、江戸時代後期の公卿。維新後は子爵。千種有文の子。官位は従三位・宮内権大丞。

## 経歴
安政5年（1858年）の廷臣八十八卿列参事件、慶応2年（1866年）の廷臣二十二卿列参事件に参加した。
戊辰戦争の際は大坂に親征。1869年右近衛権少将。1870年伊那県知事に就任したが、わずか1か月で宮内権大丞に任じられたため解任。その後は群馬県御用掛、宮内省御用掛、御歌所参候などを務めた。明治17年（1884年）7月8日に子爵に叙された。

## 系譜
- 父：千種有文
- 母：不詳
- 妻：四辻正子 - 四辻公積の娘

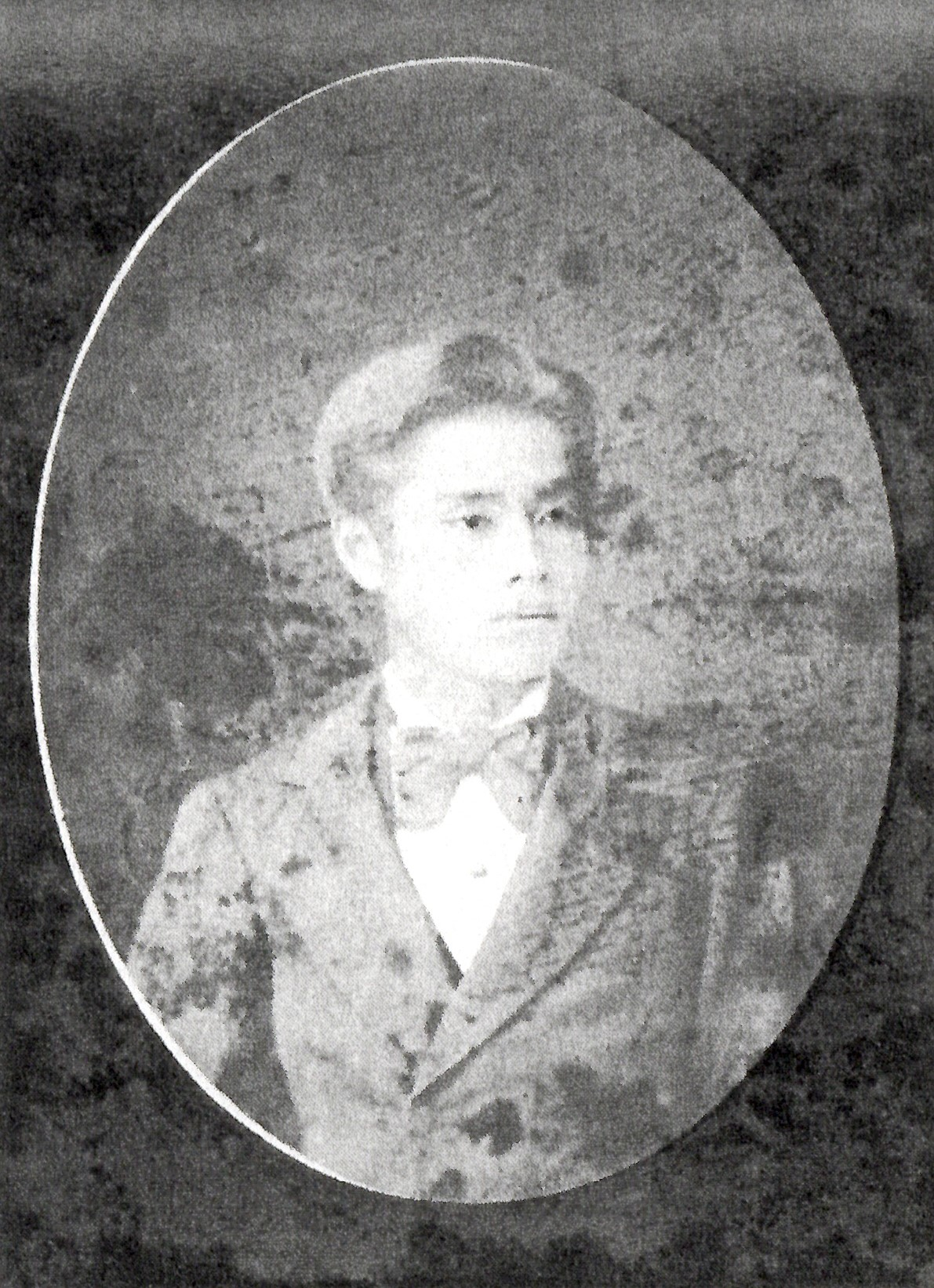
千種有冬

  - 男子：千種有冬 - 1856年生。明治19年（1886年）廃嫡分家
  - 女子：千種任子（1855-1944） - 明治天皇の権典侍。源氏名は花松。1881年に天皇の第三皇女・滋宮韶子内親王、1888年に第四皇女・増宮章子内親王を産んだが、1888年9月に滋宮は下谷区二長町の嵯峨実愛邸にて、増宮は麹町裏霞が関の堀河康隆（堀河康親の孫）邸にて3日の間に相次いで夭折した[2]。二人とも脳膜炎が原因で、漢方医の浅田宗伯、洋医の池田謙斎が治療にあたり、増宮には軍医の橋本綱常も呼び寄せたが治療の甲斐なく亡くなった[2]。
- 生母不明の子女
  - 男子：千種有梁
  - 男子：千種有辰
  - 女子：千種美寿子 - 楫取道明夫人

## 栄典
- 1887年（明治20年）12月26日 - 従三位[3]